# Melampyrum
Melampyrum és un gènere amb 159 espècies de plantes de flors pertanyent a la família Orobanchaceae.

## Espècies seleccionades
- Melampyrum arvense L.
- Melampyrum carpathicum Schult.
- Melampyrum klebelsbergianum Soó
- Melampyrum laciniatum Koshevn. & Zing.
- Melampyrum laxum Miq.
- Melampyrum moravicum H. Br.
- Melampyrum nemorosum L.
- Melampyrum polonicum Soó
- Melampyrum pratense L.
- Melampyrum roseum Maxim.